# Deltaspis alutacea
Deltaspis alutacea är en skalbaggsart som beskrevs av Bates 1885. Deltaspis alutacea ingår i släktet Deltaspis och familjen långhorningar. Inga underarter finns listade i Catalogue of Life.